# Merkaz Ja’el
Merkaz Ja’el (hebr. מרכז יעל; ang. Merkaz Yael; pol. Centrum Ja’el) – wieś komunalna położona w Samorządzie Regionu Ha-Gilboa, w Dystrykcie Północnym, w Izraelu.

## Położenie
Merkaz Ja’el jest położona na wysokości 73 metrów n.p.m. w południowo-wschodniej części intensywnie użytkowanej rolniczo Doliny Jezreel, na północy Izraela. Na wschód od wsi rozpoczynają się niewielkie wzniesienia przechodzące w kierunku południowo-wschodnim w masyw Wzgórz Gilboa. Za wzgórzami Giwat Jizre’el (103 m n.p.m.) i Tel Jizre’el (100 m n.p.m.) teren opada do Doliny Charod. Pozostała okolica moszawu jest płaska, teren opada jednak delikatnie w kierunku północno-zachodnim. Po stronie zachodniej przepływa strumień Kiszon. W odległości 10 km na zachodzie wznoszą się wzgórza płaskowyżu Wyżyny Manassesa w rejonie Wadi Ara. W otoczeniu wsi Merkaz Ja’el znajdują się moszawy Metaw, Perazon i Awital. W odległości 4 km na południe od moszawu przebiega mur bezpieczeństwa oddzielający terytorium Izraela od Autonomii Palestyńskiej.
Merkaz Ja’el jest położona w Samorządzie Regionu Ha-Gilboa, w Poddystrykcie Jezreel, w Dystrykcie Północnym Izraela.

## Historia
W latach 50. XX wieku miała miejsce masowa emigracja ludności żydowskiej do Ziemi Izraela. Nagłe pojawienie się dużej liczby nowych imigrantów, zmusiło władze izraelskie do poszukiwania sposobu ich absorpcji. W ten sposób zrodziła się koncepcja utworzenia nowego obszaru osadnictwa w południowej części Doliny Jezreel. Cały projekt otrzymał wspólną nazwę Ta’anach, która to nazwa odnosiła się do całego regionu. Powstały tu trzy identyczne bloki osiedli, z których każdy posiadał centralną wieś pełniącą wszystkie podstawowe funkcje dla sąsiednich osad rolniczych. W takich okolicznościach w 1953 roku rozpoczęto tworzenie pierwszego bloku, który nazwano Ta’anach Alef. Jako pierwszy, w czerwcu 1953 roku założono moszaw Awital. Krótko po nim powstał moszaw Perazon, a rok później moszaw Metaw. Następnie w 1960 roku założono centrum administracyjne i usługowe Merkaz Ja’el. Jej nazwę zaczerpnięto od biblijnej postaci Jael.

## Demografia
Większość mieszkańców wsi jest Żydami:

## Gospodarka i infrastruktura
Gospodarka wsi opiera się na rolnictwie i usługach. Część mieszkańców pracuje poza wsią. We wsi jest przychodnia zdrowia z centrum rehabilitacji, sklep wielobranżowy i warsztat mechaniczny.

## Transport
Przez wieś przebiega z zachodu na północny wschód droga nr 6734. Z centralnego ronda można dojechać na południe do moszawu Perazon i na południowy zachód do moszawu Metaw. Lokalne drogi prowadzą na północ do moszawu Awital. Z bloku osiedli wyjeżdża się drogą nr 6734 na północny wschód do skrzyżowania z drogą nr 675 bezpośrednio przy skrzyżowaniu z drogą nr 60. W odległości 7 km na północny zachód od wsi znajduje się port lotniczy Megiddo.

## Edukacja i kultura
Wieś utrzymuje przedszkole i szkołę podstawową. Starsze dzieci są dowożone do szkoły średniej w mieście Afula. We wsi jest ośrodek kultury z biblioteką, sala sportowa i boisko do piłki nożnej.